# Oberanven

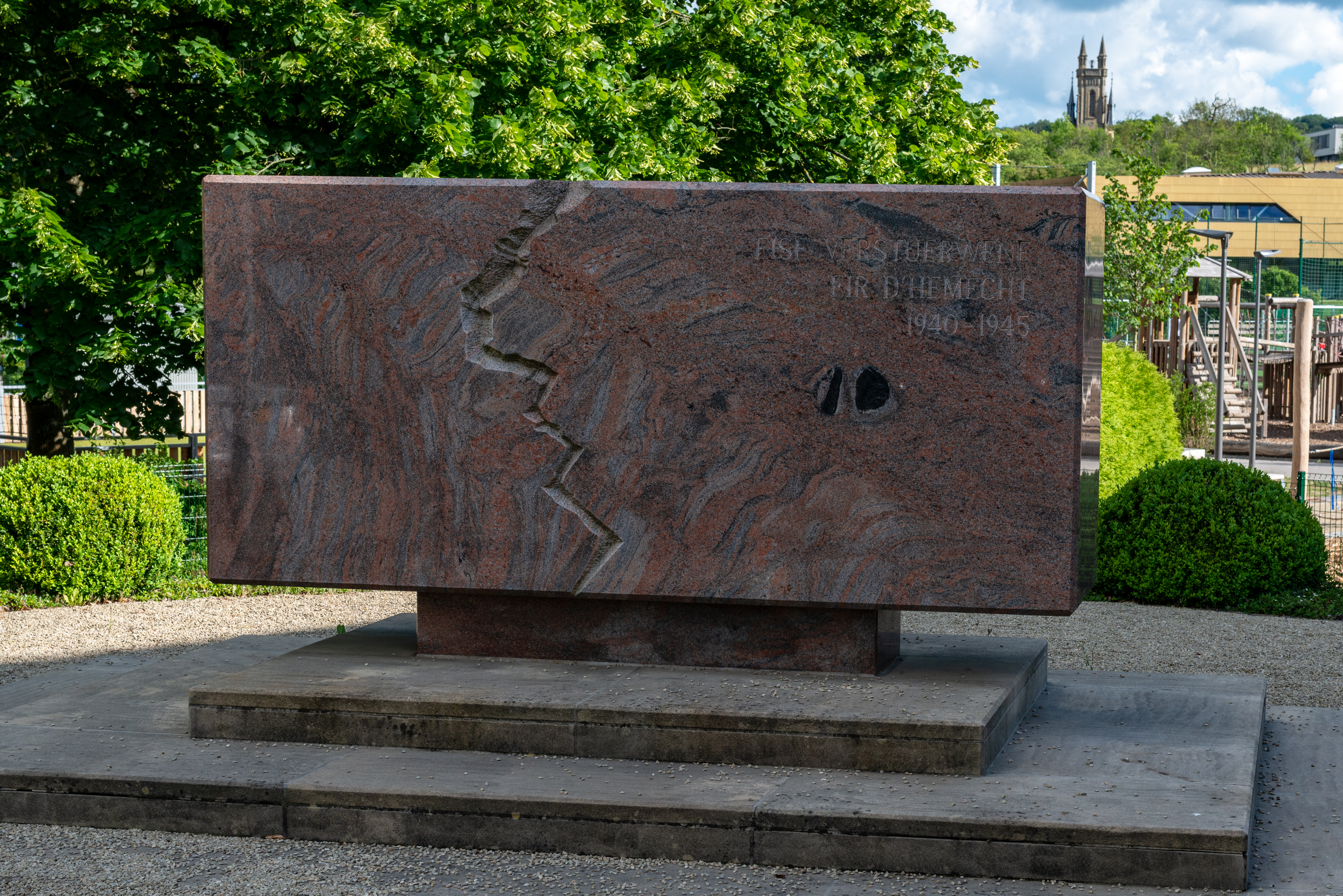
Denkmal 2. Weltkrieg

Oberanven (luxemburgisch Ueweraanwenⓘ; französisch Oberanven) ist eine kleine Ortschaft in der Gemeinde Niederanven (lux.: Nidderaanwen), im Kanton Luxemburg im Großherzogtum Luxemburg (lux.: Lëtzebuerg).
In Oberanven befindet sich das 2005 neu gebaute Verwaltungszentrum der Gemeinde Niederanven (franz.: Administration Communale de Niederanven).
Die Anzahl der Einwohner in Oberanven hat sich von 627 (2005) auf 725 (2013) bzw. 753 (2019) erhöht (rund +20 % in 14 Jahren).

## Sehenswertes
- Feltzerhof (lux.: Feltzer Haff) aus der Mitte des 17. Jahrhunderts.
- Das Kriegsdenkmal am Sand (franz.: Monuments aux morts am Sand) in Oberanven erinnert an die Opfer des Zweiten Weltkriegs. Der Entwurf des Denkmals stammt vom luxemburgischen Bildhauer Raymond Petit, der es der Gemeinde Niederanven schenkte. Marbrerie Boost realisierte das Denkmal in rosa Granit. Die Einweihung des Denkmals fand am 9. Oktober 1995 im Rahmen des Journée de la commémoration nationale (dt.: Nationaler Gedenktag) statt.